# Ron Skarin
Ronald „Ron“ Philip Skarin (* 19. November 1951 in Los Angeles) ist ein ehemaliger US-amerikanischer Radrennfahrer.
Zehnmal wurde Ron Skarin US-amerikanischer Meister in den Bahnradsportdisziplinen Mannschaftsverfolgung, Einerverfolgung, Punktefahren und im Scratch über zehn Meilen. Zweimal startete er bei Olympischen Sommerspielen, 1972 in München im Mannschaftszeitfahren (Platz 15) und 1976 in der Mannschaftsverfolgung (Platz zehn). 1975 errang er mit dem US-amerikanischen Bahn-Vierer bei den Panamerikanischen Spielen in Mexiko-Stadt die Goldmedaille in der Mannschaftsverfolgung.
Skarin war auch erfolgreich im Straßenradsport: So gewann er 1973 und 1974 die Tour of Somerville und 1974 die National Prestige Classic Race Series.
„Sir Ronald“, so sein Spitzname, gehörte zu den Pionieren des Rennsportes mit Human Powered Vehicles (HPV). Zwischen 1973 und 1980 brach er alle damals existierenden Weltrekorde. Bis heute hält er mit Eric Hollander den Stundenweltrekord mit einem Tandem-HPV über 46,3 Meilen, der 1980 aufgestellt wurde. 1977 war er einer der Testpiloten eines Human Powered Aircraft, des Gossamer Condor, mit dem der Ärmelkanal überquert werden sollte.
Abseits vom Leistungsradsport war Skarin schon während seiner aktiven Zeit anderweitig im Radsport engagiert. So saß er im Vorstand des US-amerikanischen Radsportverbandes, war als Trainer tätig und engagierte sich in Fahrrad-Organisationen.
2005 wurde Ron Skarin in die United States Bicycling Hall of Fame aufgenommen.